# 上山町 (船橋市)
上山町（かみやまちょう）は、千葉県船橋市の地名。現行行政地名は上山町一丁目から上山町三丁目。郵便番号273-0046。

## 地理
船橋市西北部に位置する。北で藤原・市川市柏井町、北東で馬込町、東で旭町・前貝塚町、南で行田町・古作と隣接する。

### 地価
住宅地の地価は、2014年（平成26年）1月1日の公示地価によれば、上山町3丁目531番40の地点で10万4000円/m2となっている。

## 歴史
藤原と同じく、江戸時代延宝年間に新しく開かれた新田集落であり、藤原と同様に行徳と深いつながりがある。区域は南西から北東にかけて細長い。なお、横ごとに開発が行われたようで南北にかけて縦に走る道路がなく不便である。
1889年（明治22年）の町村制施行に伴い法典村の大字となった。昭和12年に船橋市の大字となり、15年に新町名が設定された際、上山町1丁目から3丁目に名称が変更された。

### 地名の由来
上山は上手（かみて）の山（台地）の意味であろうが、どちらから見て上手なのかはっきりしない。

## 世帯数と人口
2017年（平成29年）11月1日現在の世帯数と人口は以下の通りである。
| 丁目         | 世帯数    | 人口     |
| ------------ | --------- | -------- |
| 上山町一丁目 | 2,605世帯 | 5,880人  |
| 上山町二丁目 | 1,688世帯 | 4,112人  |
| 上山町三丁目 | 1,427世帯 | 3,503人  |
| 計           | 5,720世帯 | 13,495人 |

## 小・中学校の学区
市立小・中学校に通う場合、学区は以下の通りとなる
| 丁目         | 番地                    | 小学校                                                | 中学校             |
| ------------ | ----------------------- | ----------------------------------------------------- | ------------------ |
| 上山町一丁目 | 全域                    | 船橋市立法典西小学校                                  | 船橋市立行田中学校 |
| 上山町二丁目 | 全域                    | 船橋市立法典小学校                                    | 船橋市立旭中学校   |
| 上山町三丁目 | 1～596番地 598～632番地 | 船橋市立法典小学校                                    | 船橋市立旭中学校   |
| 上山町三丁目 | 597番地 633～674番地    | 船橋市立法典東小学校 船橋市立法典小学校 ※どちらか選択 | 船橋市立旭中学校   |

## 施設

### 一丁目
- 船橋市立法典西小学校
- 船橋法典郵便局
- 若葉クリニック

### 二丁目
- 法典貸テニスコート
- 上山神明社

### 三丁目
- 千葉県立船橋特別支援学校
- コスモス幼稚園
- 大念寺